# Torsdag Kl. 19:00 26. Oktober 1995
|  | Denne artikel er oprettet af botten PalnaBot ud fra en ekstern database. Den kan derfor have sproglige fejl eller mangler. Denne skabelon kan fjernes efter kontrol af indholdet. |

Torsdag Kl. 19:00 26. Oktober 1995 er en eksperimentalfilm instrueret af Bynke Maibøll og Morten Meldgaard efter deres eget manuskript.